# Phaeoceros perpusillus
Phaeoceros perpusillus là một loài rêu trong họ Anthocerotaceae. Loài này được Chantanaorrapint mô tả khoa học đầu tiên năm 2009.